# BLUE SPLASH
BLUE SPLASH（ブルースプラッシュ）は1985年に設立された芸能事務所。所属タレント約700名。
代表取締役は福田和美。大阪市西区に本社、東京都渋谷区に支社を構える。

## 事業所
- 大阪本社：〒550-0014 大阪市西区北堀江1-3-20 ANNEX GIZAビル 3F
- 東京支社：〒150-0021 東京都渋谷区恵比寿西2-2-6 EBIS-FIVE Bldg. 3F

## 主な所属アーティスト
- Giselle4
- リリシック学園
- MAJESTIC MATES
- AI®PEN
- 北原愛子
- PINC INC
- 北空未羽
- 青紀ひかり
- Michael Lee
- Purple Haze
- Stuart Mansfield
- Stoned Soul Picnic

## 所属タレント
- 藤井涼
- RIBEKA
- セシリア
- 福本沙紀
- 神田亜紀
- 未來歩
- 珠久美穂子
- 福村多美子
- 阪口なつ
- 原田有紀
- 東哲平
- 河内友里
- 笠原康哉
- SAKI
- SERI
- MAMI
- MIYU
- 山中りさこ
- 石咲みゆき

## これまで携わった主なイベント
- ロータリークラブ世界大会
- 日中国交正常化35周年記念歓迎レセプション
- 東京国際アニメフェア アニプレックス
- 南紀白浜空港オープニングイベント
- 愛知万博・「サツキとメイの家」
- 小田原映画祭
- 御堂筋パレード
- 岩下志麻トークショー
- 日本高校ダンス部選手権
- 日本中学校ダンス部選手権
- アニダン 他多数